# Jedecaré Xemai
Jedecaré Xemai (em egípcio: Ḏd k3 rˁ šm3j) foi um dos faraós da VII ou VIII dinastia do Primeiro Período Intermediário (2181–2055 a.C.). Seu nome só é atestado na lista real de Abido, com nenhum documento coetâneo ou edifício com o seu nome tendo sido encontrado.